# Estación Amalia
Amalia es el nombre que recibía una estación de ferrocarril ubicada en el paraje rural del mismo nombre, partido de Nueve de Julio, provincia de Buenos Aires, Argentina.

## Servicios
La estación era intermedia del otrora Ferrocarril Provincial de Buenos Aires para los servicios interurbanos y también de carga desde La Plata hacia Mira Pampa y Pehuajó. No opera servicios desde 1961.